# Letia
Letia ist eine Gemeinde im französischen Département Corse-du-Sud auf der Mittelmeerinsel Korsika. Sie gehört zum Kanton Sevi-Sorru-Cinarca im Arrondissement Ajaccio. Die Bewohner nennen sich Létiais.

## Geografie
Die Gemeinde wird durch die beiden Kirchdörfer Saint-Martin und Saint-Roch gebildet.
In Letia entspringt der Fluss Liamone, der hier auch gleich seinen Zufluss Guagno aufnimmt.
Nachbargemeinden sind Cristinacce, Albertacce und Corte im Norden, Soccia im Osten, Poggiolo im Südosten, Murzo im Süden, Vico im Südwesten sowie Renno im Westen.

## Bevölkerungsentwicklung
| Jahr      | 1962 | 1968 | 1975 | 1982 | 1990 | 1999 | 2008 | 2012 |
| --------- | ---- | ---- | ---- | ---- | ---- | ---- | ---- | ---- |
| Einwohner | 312  | 285  | 252  | 204  | 122  | 96   | 110  | 110  |